# Gyda di Svezia
Gyda Anundsdotter, anche chiamata Gunhild (fl. XI secolo), fu regina consorte di Danimarca dal 1047 al 1050 circa, in quanto moglie del re Sweyn II.

## Biografia
Le informazioni su Gyda sono poche e contraddittorie.
Era figlia di re Anund Jacob di Svezia, anche se altre fonti la riportano come una sua moglie.
L'unico fatto certo è il suo matrimonio con Sweyn II di Danimarca all'inizio del suo regno, come riportato dallo storiografo Adamo da Brema. Oltre questo pochissimo è noto di lei; forse morì attorno al 1050, oppure, essendo stato il marito scomunicato dall'arcivescovo di Brema Adalberto, divorziò sempre attorno a quella data per ritirarsi nelle sue tenute e dedicarsi ad una vita pia.
Le scarse informazioni sulla regina hanno portato alcuni a credere che lei e Gunnhildr Sveinsdóttir possano essere la stessa persona, oppure che le due siano state madre e figlia, ma non c'è certezza su nessuna delle due ipotesi.